# لورانس برستون جوزيف غريفز
لورانس برستون جوزيف غريفز (بالإنجليزية: Lawrence Preston Joseph Graves)‏ هو قسيس أمريكي، ولد في 4 مايو 1916 في تيكساركانا في الولايات المتحدة، وتوفي في 15 يناير 1994.